# 85199 Габсбург
85199 Габсбурґ (85199 Habsburg) — астероїд головного поясу, відкритий 3 жовтня 1991 року.
Тіссеранів параметр щодо Юпітера — 3,647.